# مغارسة
عقد المغارسة هو عقد بين صاحب أرض وعامل ليغرس له أرضه بشجر معين من عنده على أن يكونا شريكين في الأرض والشجر بنسبٍ معلومة كالنصف أو الثلث ونحوهما إذا بلغ الشجر قدراً معيناً من النماء قبل أن يثمر. وتسمى أيضًا المناصبة لأن الشجيرات عند غرسها تسمى في بلاد الشام نصباً.

## شرح المصطلح
المغارسة عند الحنفية هي أن يدفع شخص أرضاً له بيضاء –أي ليس فيها شجر- إلى رجل مدة معلومة ليغرس فيه شجراً على أن ما يحصل من الغراس، والثمار يكون بينهما نصفين أو غير ذلك.
وعند المالكية هي إعطاء شخص لآخر أرضاً ليغرس فيها شيئاً من الأشجار المثمرة، كالعنب، والنخل، والتين، والرمان، ونحو ذلك على أن يكون بينهما عند الإثمار، فإذا أهملها العامل قبل ذلك فلا شيء له، وإن أثمر فيكون له نصيب منها ومن الأرض.
وعند الحنابلة: المغارسة والمناصبة: هي دفع شجر معلوم ذي ثمر مأكول غير مغروس مع أرض لمن يغرسه فيها، ويعمل عليه حتى يثمر مشاع معلوم من الشجر عينه أو من ثمره أو منهما.

## شروطها
ويشترط في صحة عقد المغارسة ما يأتى:
1. تحديد الأجل  في المغارسة ينتهي عنده عمل العامل ويكون إما:
  - ببلوغ الشجر حد الإثمار كله أو جله فغير المثمر الأقل يكون تبعا للأكثر المثمر  وتنتهي المغارسة. وإن كان ما أثمر أقل وكان في ناحية انتهى عمل العامل فيه، ولزمه  في غير المثمر، وإن كان مختلطا لزمه العمل إلى أن يثمر الجميع
  - بالمدة: حيث يتفق المالك والعامل على مدة معينة شرط ألا تثمر الأشجار خلال هذه المدة المحددة في العقد
  - بالطول: حيث يتم الاتفاق على أن يعمل العامل حتى تبلغ الأشجار قدرا من الطول شرط  ألا يكون الطول المحدد مما تثمر فيه الأشجار
2. أن يكون الجزء المتفق عليه بينهما معلوما كالنصف أو الثلث مثلا
3. أن يكون الجزء المتفق عليه بينهما شاملا للأرض أيضا، فلا يجوز اقتصاره على الشجر دون الأرض
4. أن يكون المغروس مما يطول بقاؤه في الأرض بحيث لا يتجدد كل سنة مثلا
5. أن تكون الأرض محل العقد بيضاء غير مغروسة
6. أن يكون عمل العامل فيها مما يتوقف عليه الغرس فلا يجوز لرب الأرض أن يشترط عليه القيام بأعمال أخرى كياء جدار أو نحو ذلك إلا العمل الخفيف فليزم به عند الاقتضاء